# Isophya pentheri
Isophya pentheri är en insektsart som beskrevs av Willy Adolf Theodor Ramme 1951. Isophya pentheri ingår i släktet Isophya och familjen vårtbitare. Inga underarter finns listade i Catalogue of Life.